# Michael O'Shea
Michael O'Shea (Hartford, 17 marzo 1906 – Dallas, 4 dicembre 1973) è stato un attore statunitense.

## Biografia
Nato a Hartford (Connecticut) nel 1906, di origini irlandesi, Michael O'Shea non intraprese la carriera in polizia come i suoi cinque fratelli. All'età di 12 anni abbandonò la scuola e iniziò a frequentare gli ambienti artistici del vaudeville, andando più volte in tournée al seguito dello show di Jack Johnson, campione di boxe assai popolare all'epoca. Dopo una lunga gavetta nel vaudeville, come clown al circo e maestro di cerimonie negli speakeasies durante gli anni del Proibizionismo, O'Shea formò una sua band, la Michael O'Shea and His Stationary Gypsies, quindi passò alla radio e poi al palcoscenico, dove per un certo periodo fu accreditato come Eddie O'Shea. Il successo definitivo in teatro arrivò nel 1942 nella pièce The Eve of St. Mark, che gli valse un contratto cinematografico. 
Il debutto sul grande schermo avvenne nel 1943 come protagonista maschile di un poliziesco dai risvolti brillanti, Le stelle hanno paura, basato sul racconto The G-String Murders, scritto dalla stella del burlesque Gypsy Rose Lee. O'Shea interpretò Biff Brannigan, simpatico e disinvolto boyfriend di Dixie Daisy (Barbara Stanwyck), una ballerina del burlesque. Brannigan, che lavora come comico e clown nella stessa compagnia teatrale di Dixie, aiuta la fidanzata a risolvere il mistero di una serie di delitti avvenuti nella compagnia. Il debutto sul grande schermo di O'Shea ricevette recensioni assai positive da parte dei critici, che apprezzarono l'affiatamento dell'attore con la Stanwyck e soprattutto le sue capacità comiche e la sua disinvoltura nei panni del clown, che O'Shea aveva affinato negli anni del vaudeville e del circo. A questo ruolo seguì quello dello scrittore Jack London nell'omonimo film, girato sempre nel 1943, mentre l'anno successivo O'Shea interpretò nuovamente il personaggio del soldato Thomas Mulveray in The Eve of St. Mark, riduzione cinematografica della commedia teatrale in cui aveva recitato due anni prima. Nelle stesso anno apparve anche nella commedia musicale Something for the Boys (1944), in cui poté far sfoggio della propria voce tenorile.
La maggior parte della carriera cinematografica di O'Shea si svolse durante gli anni quaranta, con apparizioni in ruoli di caratterista nei più svariati generi di film, dal melodramma come Femmina (1947) al western come L'ultimo dei Mohicani (1947), dalla commedia come Amore sotto zero (1945) al poliziesco come Braccati dai G-Men (1949). Nella prima metà degli anni cinquanta, l'attore partecipò ancora ad alcune pellicole di successo, come Delitto in prima pagina (1950), il bellico I figli della gloria (1951) di Samuel Fuller e le commedie Mariti su misura (1951), Paradiso notturno (1952) e La ragazza del secolo (1954), in cui fece la sua ultima apparizione sul grande schermo nel ruolo di Brod Clinton.
Dalla prima apparizione nella serie antologica The Revlon Mirror Theater (1953), O'Shea partecipò durante il decennio a numerose altre produzioni televisive, come Schlitz Playhouse of Stars (1954), Damon Runyon Theater (1955) ed Ethel Barrymore Theater (1956). Fu inoltre protagonista della serie It's a Great Life (1954-1956), prodotta dalla NBC, in cui interpretò il ruolo di Denny Davis, un ex G.I. che tenta il reinserimento nella vita civile alla ricerca di un lavoro. Frances Bavier interpretò la parte della sua affittacamere. Durante gli anni sessanta l'attore abbandonò quasi del tutto l'attività televisiva. Apparve ancora in singoli episodi delle serie Avventure in paradiso (1961), Daktari (1967) e Adam-12 (1971), che fu la sua ultima apparizione sulle scene.

## Vita privata
Dal primo matrimonio con Grace Watts, sposata nel 1927, O'Shea ebbe due figli, Edward e Barbara.
Dopo il divorzio nel 1947 dalla Watts, nello stesso anno O'Shea si risposò con l'attrice Virginia Mayo, conosciuta nel 1943 sul set del film Jack London. I due recitarono insieme in altre successive occasioni, in rappresentazioni teatrali di giro, come George Washington Slept Here, Tunnel of Love e Fiorello!.
Il matrimonio con la Mayo, dal quale nel 1953 nacque la figlia Mary Catherine, durò fino alla morte dell'attore, avvenuta il 4 dicembre 1973, all'età di 67 anni, per un attacco cardiaco.

## Filmografia

### Cinema
- Le stelle hanno paura (Lady of Burlesque), regia di William A. Wellman (1943)
- Jack London, regia di Alfred Santell (1943)
- The Eve of St. Mark, regia di John M. Stahl (1944)
- Man from Frisco, regia di Robert Florey (1944)
- Something for the Boys, regia di Lewis Seiler (1944)
- Amore sotto zero (It's a Pleasure), regia di William A. Seiter (1945)
- Circumstantial Evidence, regia di John Larkin (1945)
- Femmina (Mr. District Attorney), regia di Robert B. Sinclair (1947)
- Violence, regia di Jack Bernhard (1947)
- L'ultimo dei Mohicani (Last of the Redmen), regia di George Sherman (1947)
- Smart Woman, regia di Edward A. Blatt (1948)
- Parole, Inc., regia di Alfred Zeisler (1948)
- La pista di fuoco (The Big Wheel), regia di Edward Ludwig (1949)
- Braccati dai G-Men (The Threat), regia di Felix E. Feist (1949)
- Capitan Cina (Captain China), regia di Lewis R. Foster (1950)
- Delitto in prima pagina (The Underworld Story), regia di Cy Endfield (1950)
- Disc Jockey, regia di Will Jason (1951)
- Mariti su misura (The Model and the Marriage Broker), regia di George Cukor (1951)
- I figli della gloria (Fixed Bayonets!), regia di Samuel Fuller (1951)
- Paradiso notturno (Bloodhounds of Broadway), regia di Harmon Jones (1952)
- La ragazza del secolo (It Should Happen to You), regia di George Cukor (1954)

### Televisione
- The Revlon Mirror Theatre – serie TV, 1 episodio (1953)
- Schlitz Playhouse of Stars – serie TV, 1 episodio (1954)
- Shower of Stars – serie TV, 1 episodio (1954)
- Damon Runyon Theater – serie TV, episodio 1x15 (1955)
- It's a Great Life – serie TV, 73 episodi (1954-1956)
- Ethel Barrymore Theatre – serie TV, 1 episodio (1956)
- McGarry and His Mouse, regia di Norman Tokar – film TV (1960)
- Avventure in paradiso (Adventures in Paradise) – serie TV, 1 episodio (1961)
- Daktari – serie TV, episodio 2x16 (1967)
- Adam-12 – serie TV, 1 episodio (1971)

## Doppiatori italiani
- Gualtiero De Angelis in Jack London
- Augusto Marcacci in Mariti su misura
- Carlo Romano in La ragazza del secolo
- Sergio Rossi in Delitto in prima pagina